# Grube Gustavszeche
Die Grube Gustavszeche war ein Bergbaubetrieb im Biebertal nahe dem Ortsteil Bieber bei Gießen. Dort wurden Nesterartig vorkommende Brauneisen-Manganerze abgebaut.
Sie ist eines der Bergwerke im Lahn-Dill-Gebiet.

## Entstehung und Geschichte
Das Grubenfeld wurde am 1. August 1872 unter dem Namen „Rimberg“ verliehen.
Nach einer außergerichtlichen Einigung zwischen dem Montanunternehmer J.J. Jung und Wilhelm Briel im Jahre 1878 ging das Grubenfeld unter dem Namen „Gustavszeche“ in den alleinigen Besitz des Familienunternehmers Jung über.
Nach vielen Betriebsjahren als Einzelfeld der Konsolidierenden Grube „Abendstern“ gelang es im Sommer 1926 einen Teil der auf der „Gustavszeche“ lagernden Haldenbestände als Farberz an Ziegeleien zu verkaufen. Als die Nachfrage nach Farberzen anhielt, nahm der jetzige Betreiber (Mannesmann) mit einer Belegschaft von vier Bergleuten Untersuchungsarbeiten im Grubenfeld vor. Zur Erleichterung des Abtransports wurde 1927 ein Förderstollen und eine hölzerne Verladerampe, deren Stützmauer heute noch steht, an der Straße Bieber-Hof Haina errichtet.
Ab 1941 ging auf der Gustavszeche kein Abbau mehr um.